# Years & Years
Years & Years è stato un progetto musicale britannico, portato avanti dal cantante solista britannico Olly Alexander, ma inizialmente nato come gruppo di musica elettropop mista a R&B con elementi di musica house degli anni Novanta e con influenze di Flying Lotus, Diplo, Radiohead, Jai Paul e Jamiroquai. 
Venne formato nel 2010 a Londra come gruppo musicale composto da Alexander, il bassista Mikey Goldsworthy e il tastierista Emre Türkmen. 
Il loro singolo King ha raggiunto la prima posizione nelle classifica singoli britannica, mentre con il brano Shine sono riusciti a posizionarsi alla numero 2 della medesima classifica. Nel corso della loro carriera, gli Years & Years hanno pubblicato tre album: due come gruppo e uno come progetto da solista di Alexander.

## Storia

### Formazione e primi anni (2010-2014)
La band si forma nel 2010, dopo che Goldsworthy si è trasferito a Londra dall'Australia e incontra Türkmen online. Poco tempo dopo, Alexander si aggiunge al gruppo come voce principale dopo che Goldsworthy lo ha sentito cantare sotto la doccia. La band era originariamente formata da cinque componenti, con Noel Leeman e Olivier Subria. Leeman lascia il gruppo nel 2013.

### Communion(2015-2016)
Il singolo di debutto degli Years & Years I Wish I Knew viene pubblicato nel luglio 2012 sotto l'etichetta Good Bait, quando la band era ancora formata da cinque membri. Nel 2013 la band si sposta sotto l'etichetta francese Kitsuné Records da trio e pubblicarono il loro secondo singolo Trap nel settembre 2013. Il terzo singolo Real viene pubblicato proprio con la Kitsuné nel febbraio 2014 e nel video della canzone fanno da comparsa Ben Whishaw, co-protagonista di Alexander nel dramma teatrale Peter and Alice, e il protagonista della serie TV Misfits, Nathan Stewart-Jarrett. Nel 2014 il gruppo sottoscrive all'etichetta Polydor Records e pubblicarono il loro quarto singolo Take Shelter. L'EP raggiunse il primo posto sulla iTunes UK Singles Electronic Chart. Nel dicembre 2014 viene pubblicato il quinto singolo del gruppo Desire, raggiungendo la ventiduesima posizione sulla UK Singles Chart. Nel gennaio 2015, viene data un'anteprima del sesto singolo degli Years & Years King sulla BBC Radio 1, scelta come "canzone del giorno" da Zane Lowe. Nel marzo 2015 il singolo raggiunge la posizione numero 1 sulla Official UK Chart. Nel gennaio 2015 gli Years & Years vincono il prestigioso Sound of 2015 della BBC. Gli Years & Years vennero anche nominati per il Critics Choice Award ai Brit Awards 2015 Il loro singolo King, pubblicato il 1º marzo, raggiunse la posizione numero 1 sulla UK Singles Chart l'8 marzo 2015. Il 18 marzo 2015 gli Years & Years annunciano il loro album di debutto Communion. L'album venne pubblicato il 10 luglio 2015 sotto l'etichetta della Polydor.

### Palo Santo(2018-2019)
Nel marzo 2018 viene pubblicato il primo singolo estratto dal secondo album in studio della band, Sanctify, tratto dall'album Palo Santo. Questo singolo entra nella sezione tendenze di YouTube posizionandosi al primo posto nelle prime 24 ore.
Secondo singolo tratto dall'album è If You're Over Me, commercializzato il 10 maggio 2018 con video musicale pubblicato il 14 maggio 2018.
L'album è stato pubblicato il 6 luglio 2018.
Il terzo e ultimo singolo estratto è All For You,  venne commercializzato il 14 settembre 2018, il video musicale fu pubblicato il 17 settembre 2018.

### L'abbandono di Goldsworthy e Türkmen, il terzo albumNight Calle la dissoluzione (2021-2023)
Il 18 marzo 2021 Mikey Goldsworthy e Emre Türkmen annunciano la loro fuoriuscita dal gruppo; nel contempo, Olly Alexander annuncia l'intenzione di continuare a pubblicare musica da solista con lo pseudonimo di Years & Years. In seguito a tale annuncio vengono pubblicati il lead single Starstruck e il secondo estratto Crave, oltre a collaborazioni con Elton John in una cover di It's a Sin e Kylie Minogue in A Second to Midnight. Minogue viene coinvolta anche per il remix ufficiale di Starstruck. Il 21 gennaio 2022 viene pubblicato l'album Night Call, che debutta alla vetta della classifica album britannica.
Il 16 dicembre 2023, la BBC ha annunciato ufficialmente di aver scelto Olly Alexander come rappresentante del Regno Unito all'Eurovision Song Contest 2024, svoltosi a Malmö. Nei giorni seguenti, Alexander ha anche dichiarato di aver scelto di iniziare a pubblicare musica con il proprio nome, annunciando di fatto lo scioglimento del progetto Years & Years.

## Formazione

### Formazione attuale
- Olly Alexander – voce, tastiera (2010-2023)

### Ex membri
- Mikey Goldsworthy – sintetizzatore, tastiera, basso (2010-2021)
- Emre Türkmen – sintetizzatore, tastiera, sequencer, chitarra acustica (2010-2021)
- Noel Leeman – sintetizzatore, tastiera (2010-2013)
- Olivier Subria – batteria (2010-2013)

### Turnisti
- Dylan Bell – batteria (2014-2018)
- Paris Jeffree – batteria (2018-2023)
- Phebe Edwards – cori (2018-2023)
- Joell Fender – cori (2018-2023)
- Mikey Goldsworthy – sintetizzatore, tastiera, basso (2021-2023)

## Discografia

### Album in studio
| Anno | Dettagli dell'album                                                                                     | Posizione raggiunta |
| Anno | Dettagli dell'album                                                                                     | UK                  |
| ---- | --- | ------------------- |
| 2015 | Communion - Pubblicato: 10 luglio 2015 - Etichetta: Polydor Records - Formati: CD, LP, digital download | 1                   |
| 2018 | Palo Santo - Pubblicato: 6 luglio 2018 - Etichetta: Polydor Records                                     | 3                   |
| 2022 | Night Call - Pubblicato: 7 gennaio 2022 - Etichetta: Polydor Records                                    | 1                   |

### EP
| Titolo | Dettagli                                                                                  |
| ------ | ----------------------------------------------------------------------------------------- |
| 2013   | Traps - Pubblicato: 9 settembre 2013 - Etichetta: Kitsuné France                          |
| 2014   | Real - Pubblicato: 17 febbraio 2014 - Etichetta: Kitsuné France                           |
| 2014   | Take Shelter - Pubblicato: agosto 2014 - Etichett: Copenhagen Records / Polydor           |
| 2014   | Desire (Remixes) - Pubblicato: 21 novembre 2014 - Etichetta: Copenhagen Records / Polydor |
| 2015   | Y & Y EP - Pubblicato: 3 febbraio 2015 - Etichetta: Copenhagen Records / Polydor          |

### Singoli
| Anno | Titolo                                   | Posizione raggiunta | Posizione raggiunta | Posizione raggiunta | Posizione raggiunta | Posizione raggiunta | Posizione raggiunta | Posizione raggiunta | Posizione raggiunta | Posizione raggiunta | Posizione raggiunta | Certificazioni                                     | Album                      |
| Anno | Titolo                                   | GB                  | AUS                 | AUT                 | DK                  | FRA                 | GER                 | IRL                 | NL                  | NZL                 | SWI                 | Certificazioni                                     | Album                      |
| ---- | ---------------------------------------- | ------------------- | ------------------- | ------------------- | ------------------- | ------------------- | ------------------- | ------------------- | ------------------- | ------------------- | ------------------- | -------------------------------------------------- | -------------------------- |
| 2012 | I Wish I Knew                            | —                   | —                   | —                   | —                   | —                   | —                   | —                   | —                   | —                   | —                   |                                                    | /                          |
| 2014 | Real                                     | —                   | —                   | —                   | —                   | —                   | —                   | —                   | —                   | —                   | —                   |                                                    | Communion                  |
| 2014 | Take Shelter                             | 140                 | —                   | —                   | —                   | —                   | —                   | —                   | —                   | —                   | —                   |                                                    | Communion                  |
| 2014 | Desire                                   | 22                  | —                   | —                   | —                   | —                   | —                   | —                   | —                   | —                   | —                   |                                                    | Communion                  |
| 2015 | King                                     | 1                   | 9                   | 8                   | 6                   | 40                  | 9                   | 3                   | 5                   | 18                  | 9                   | - BPI: Platino (2) - ARIA: Platino - FIMI: Platino | Communion                  |
| 2015 | Shine                                    | 2                   | 15                  | 35                  | —                   | 163                 | 29                  | 9                   | 77                  | —                   | 41                  |                                                    | Communion                  |
| 2015 | Eyes Shut                                | 17                  | —                   | —                   | —                   | —                   | —                   | 25                  | —                   | —                   | —                   |                                                    | Communion                  |
| 2016 | Desire (feat. Tove Lo)                   | 27                  | —                   | —                   | —                   | —                   | —                   | —                   | —                   | —                   | —                   |                                                    | Communion                  |
| 2016 | Worship                                  | 168                 | —                   | —                   | —                   | —                   | —                   | —                   | —                   | —                   | —                   |                                                    | Communion                  |
| 2016 | Meteorite                                | 72                  | —                   | —                   | —                   | —                   | —                   | —                   | —                   | —                   | —                   |                                                    | Bridget Jones's Baby       |
| 2018 | Sanctify                                 | 25                  | —                   | —                   | —                   | —                   | —                   | 57                  | —                   | 45                  | —                   |                                                    | Palo Santo                 |
| 2018 | If You're Over Me                        | 6                   | 147                 | —                   | —                   | —                   | —                   | 7                   | —                   | —                   | —                   |                                                    | Palo Santo                 |
| 2018 | All for You                              | 47                  | —                   | —                   | —                   | —                   | —                   | 71                  | —                   | 45                  | —                   |                                                    | Palo Santo                 |
| 2018 | Play (con Jax Jones)                     | 8                   | —                   | —                   | —                   | —                   | —                   | 71                  | —                   | 45                  | —                   |                                                    | Palo Santo                 |
| 2019 | Valentino (con MNEK)                     | —                   | —                   | —                   | —                   | —                   | —                   | —                   | —                   | —                   | —                   |                                                    | Palo Santo                 |
| 2021 | It's a Sin                               | —                   | —                   | —                   | —                   | —                   | —                   | —                   | —                   | —                   | —                   |                                                    | /                          |
| 2021 | Starstruck                               | —                   | —                   | —                   | —                   | —                   | —                   | —                   | —                   | —                   | —                   |                                                    | Night Call                 |
| 2021 | Crave                                    | —                   | —                   | —                   | —                   | —                   | —                   | —                   | —                   | —                   | —                   |                                                    | Night Call                 |
| 2021 | A Second to Midnight (con Kylie Minogue) | —                   | —                   | —                   | —                   | —                   | —                   | —                   | —                   | —                   | —                   |                                                    | Night Call: Deluxe Edition |
| 2021 | Sweet Talker (con Galantis)              | —                   | —                   | —                   | —                   | —                   | —                   | —                   | —                   | —                   | —                   |                                                    | Night Call                 |

### Collaborazioni
| Anno | Titolo                                      | Posizione raggiunta | Posizione raggiunta | Posizione raggiunta | Posizione raggiunta | Posizione raggiunta | Certificazioni           | Album |
| Anno | Titolo                                      | GB                  | AUS                 | FRA                 | IRL                 | NL                  | Certificazioni           | Album |
| ---- | ------------------------------------------- | ------------------- | ------------------- | ------------------- | ------------------- | ------------------- | ------------------------ | ----- |
| 2014 | Sunlight (The Magician feat. Years & Years) | 7                   | 20                  | 184                 | 57                  | 37                  | - ARIA: Gold - BEA: Gold | N.D.  |
| 2014 | Illuminate (Tourist feat. Years & Years)    | —                   | —                   | —                   | —                   | —                   |                          | N.D.  |

### Singoli promozionali
| Anno | Titolo  | Posizione raggiunta | Album     |
| Anno | Titolo  | GB                  | Album     |
| ---- | ------- | ------------------- | --------- |
| 2015 | Worship | 168                 | Communion |

### Video musicali
| Anno | Titolo        | Direttore             | Note                                                                       | Fonte  |
| ---- | ------------- | --------------------- | -------------------------------------------------------------------------- | ------ |
| 2012 | I Wish I Knew | Ayshea Halliwell      |                                                                            | [ 33 ] |
| 2014 | Real          | Robert Francis Müller | Vi hanno preso parte anche gli attori Ben Whishaw e Nathan Stewart-Jarrett | [ 34 ] |
| 2014 | Take Shelter  | Robert Francis Müller | Vi ha partecipato anche l'attrice Emily Browning                           | [ 35 ] |
| 2014 | Desire        | Sing J Lee            |                                                                            | [ 36 ] |
| 2015 | King          | Nadia Marquard Otzen  |                                                                            | [ 37 ] |

## Premi e riconoscimenti
| Anno | Organizzazione | Premio                          | Lavoro        | Risultato       |
| ---- | -------------- | ------------------------------- | ------------- | --------------- |
| 2014 | Popjustice     | Popjustice £20 Music Prize 2014 | Take Shelter  | Candidato/a     |
| 2014 | BPI            | Critics Choice Award            | Years & Years | Candidato/a     |
| 2015 | BBC            | BBC Sound of 2015               | Years & Years | Vincitore/trice |
| 2015 | MTV            | MTV Brand New For 2015          | Years & Years | Candidato/a     |